# Francolí de Jackson
El francolí de Jackson (Pternistis jacksoni) és una espècie d'ocell de la família dels fasiànids (Phasianidae) que habita la selva de muntanya des de l'est d'Uganda fins al centre de Kenya.